# ستيوارت لوفيل
ستيوارت لوفيل (بالإنجليزية: Stuart Lovell)‏ هو لاعب كرة قدم أسترالي في مركز الهجوم، ولد في 9 يناير 1972 في سيدني في أستراليا. شارك مع منتخب أستراليا لكرة القدم. أما مع النوادي، فقد لعب مع كوين أوف ساوث ونادي ريدنغ ونادي ليفينغستون ونادي هيبرنيان.

## وصلات خارجية
- ستيوارت لوفيل على موقع قاعدة بيانات كرة القدم.إي يو (الإنجليزية)
- ستيوارت لوفيل على موقع Soccerbase.com (لاعب) (الإنجليزية)